# Кејт Бланчет
Кетрин Елиз Бланчет (енгл. Catherine Élise Blanchett, IPA: ; Мелбурн, 14. мај 1969) аустралијска је глумица.

## Биографија
Рођена је у Мелбурну (Аустралија), од оца Роберта, америчког официра француског порекла и мајке Џун, учитељица. Кад је имала 10 година отац јој умире од последице срчаног удара. Поред старијег брата Боба, има још млађу сестру Џеневив.

### Рана каријера и школовање
Бланчетова је похађала Методистички колеџ за даме у Мелбурну где је открила склоност ка глуми. Касније се сели у Сиднеј и студира на Националном институту драмских уметности, на којем је дипломирала 1992. године. После тога почиње наступати у позоришту. Њена прва већа позоришна улога била је у представи Олијана (1993) у којој је играла заједно са Џефријем Рашом. Касније добија улогу у представи Хамлет, у којој игра Офелију заједно са глумцима Ричардом Роксбороом и Џефријем Рашом.

### Филмска каријера
Глуми у аустралијским ТВ-серијама Heartland и Bordertown. Њена прва филмска улога је била у филму Paradise Road у коме је играла аустралијску болничку сестру заробљену у јапанском ратном затвору. Најпознатије улоге остварила је у филмовима: Елизабета у коме је играла Елизабету I (номинована за Оскара као најбоља главна глумица), Авијатичар у коме је играла Кетрин Хепберн (Оскар као најбоља споредна глумица) и трилогији Господар прстенова где је играла Галадријелу.

## Приватни живот
Венчала се 1997. године са Ендруом Аптоном, са којим има три сина и једну усвојену ћерку.

## Филмографија
| Улоге Кејт Бланчет |                                              |               |                           |                         |
| Година             | Српски назив                                 | Изворни назив | Улога                     | Напомена                |
| 1997.              | Цеста за рај                                 |               | Сузан Макарти             |                         |
| 1997.              | Хвала богу што је упознао Лизи               |               | Лизи                      |                         |
| 1997.              | Оскар и Лусинда                              |               | Лусинда                   |                         |
| 1998.              | Елизабета                                    |               | Елизабета I               |                         |
| 1999.              | Талентовани господин Рипли                   |               | Мередит                   |                         |
| 1999.              | Све је под контролом                         |               | Кони Фалзоне              |                         |
| 1999.              | Савршени муж                                 |               | леди Гертруда Чилтерн     |                         |
| 2000.              | Дар                                          |               | Анабел „Ани“ Вилсон       |                         |
| 2000.              | Човек који је плакао                         |               | Лола                      |                         |
| 2001.              | Лука љубави                                  |               | Петал Којл                |                         |
| 2001.              | Шарлот Греј                                  |               | Шарлот Греј               |                         |
| 2001.              | Бандити                                      |               | Кејт Вилер                |                         |
| 2001.              | Господар прстенова: Дружина прстена          |               | Галадријела               |                         |
| 2002.              | Рај                                          |               | Филипа                    |                         |
| 2002.              | Господар прстенова: Две куле                 |               | Галадријела               |                         |
| 2003.              | Нестале                                      |               | Магдалена „Меги“ Гилкесон |                         |
| 2003.              | Господар прстенова: Повратак краља           |               | Галадријела               |                         |
| 2003.              | Кафа и цигарете                              |               | себе/Шели                 |                         |
| 2003.              | Вероника Герин                               |               | Вероника Герин            |                         |
| 2004.              | Водени живот са Стивом Зисуом                |               | Џејн Винслет-Ричардсон    |                         |
| 2004.              | Авијатичар                                   |               | Кетрин Хепберн            |                         |
| 2005.              | Ситна риба                                   |               | Трејси Харт               |                         |
| 2006.              | Вавилон                                      |               | Сузан Џоунс               |                         |
| 2006.              | Добри Немац                                  |               | Лин Брент                 |                         |
| 2006.              | Белешке о скандалу                           |               | Шиба Харт                 |                         |
| 2007.              | Пандури у акцији                             |               | Џанин                     | камео                   |
| 2007.              | Елизабета: Златно доба                       |               | Елизабета I               |                         |
| 2007.              | Нема ме                                      |               | Џуд Квин (Боб Дилан)      |                         |
| 2008.              | Индијана Џоунс и краљевство кристалне лобање |               | Ирина Спалко              |                         |
| 2008.              | Необични случај Бенџамина Батона             |               | Дејзи                     |                         |
| 2009.              | Поњо на ивици изнад мора                     |               | Дејзи                     | енглеска синхронизација |
| 2010.              | Робин Худ                                    |               | Леди Маријана             |                         |
| 2011.              | Хана                                         |               | Мариса Виглер             |                         |
| 2012.              | Хобит: Неочекивано путовање                  |               | Галадријела               |                         |
| 2013.              | Несрећна Џасмин                              |               | Џасмин Франсис            |                         |
| 2013.              | Скретање                                     |               | Гејл Ланг                 |                         |
| 2013.              | Хобит: Шмаугова пустошења                    |               | Галадријела               |                         |
| 2014.              | Операција: Чувари наслеђа                    |               | Клер Симон                |                         |
| 2014.              | Како да дресирате свог змаја 2               |               | Валка (глас)              |                         |
| 2014.              | Хобит: Битка пет армија                      |               | Галадријела               |                         |
| 2015.              | Витез пехара                                 |               | Ненси                     |                         |
| 2015.              | Пепељуга                                     |               | Леди Тремејн              |                         |
| 2015.              | Керол                                        |               | Керол Ерд                 | извршна продуценткиња   |
| 2015.              | Истина                                       |               | Мери Мејпс                |                         |
| 2015.              | Манифесто                                    |               | 13 улога                  |                         |
| 2016.              | Пловидба кроз време: пут живота              |               | Наратор                   |                         |
| 2017.              | Песма до песме                               |               | Аманда                    |                         |
| 2017.              | Тор: Рагнарок                                |               | Хела                      |                         |
| 2018.              | Оушнових 8                                   |               | Лу Милер                  |                         |
| 2019.              | Како да дресирате свог змаја 3               |               | Валка (глас)              |                         |
| 2021.              | Алеја ноћних мора                            |               | др Лилит Ритер            |                         |
| 2021.              | Не гледај горе                               |               | Бри Еванти                |                         |
| 2022.              | Тар                                          |               | Лидија Тар                |                         |
| 2022.              | Пинокио                                      |               | Спецатура (глас)          |                         |
| 2024.              | Borderlands                                  |               | Лилит                     |                         |

## Награде и номинације
| Година                                            | Категорија                          | Филм                                                               | Освојила |
| ------------------------------------------------- | ----------------------------------- | ------------------------------------------------------------------ | -------- |
| Оскар                                             |                                     |                                                                    |          |
| 1998.                                             | Елизабета                           | Најбоља глумица у главној улози                                    | Не       |
| 2004.                                             | Авијатичар                          | Најбоља глумица у споредној улози                                  | Да       |
| 2006.                                             | Белешке о скандалу                  | Најбоља глумица у споредној улози                                  | Не       |
| 2007.                                             | Елизабета: Златно доба              | Најбоља глумица у главној улози                                    | Не       |
| 2007.                                             | Нема ме                             | Најбоља глумица у споредној улози                                  | Не       |
| 2013.                                             | Несрећна Џасмин                     | Најбоља глумица у главној улози                                    | Да       |
| БАФТА                                             |                                     |                                                                    |          |
| 1998.                                             | Елизабета                           | Најбоља глумица у главној улози                                    | Да       |
| 1999.                                             | Талентовани господин Рипли          | Најбоља глумица у споредној улози                                  | Не       |
| 2004.                                             | Авијатичар                          | Најбоља глумица у споредној улози                                  | Да       |
| 2007.                                             | Елизабета: Златно доба              | Најбоља глумица у главној улози                                    | Не       |
| 2007.                                             | Нема ме                             | Најбоља глумица у споредној улози                                  | Не       |
| 2013.                                             | Несрећна Џасмин                     | Најбоља глумица у главној улози                                    | Да       |
| Златни глобус                                     |                                     |                                                                    |          |
| 1998.                                             | Елизабета                           | Најбоља главна женска улога у играном филму (драма)                | Да       |
| 2001.                                             | Бандити                             | Најбоља главна женска улога у играном филму (мјузикл или комедија) | Не       |
| 2003.                                             | Вероника Герин                      | Најбоља главна женска улога у играном филму (драма)                | Не       |
| 2004.                                             | Авијатичар                          | Најбоља глумица у споредној улози                                  | Не       |
| 2004.                                             | Белешке о скандалу                  | Најбоља глумица у споредној улози                                  | Не       |
| 2007.                                             | Нема ме                             | Најбоља глумица у споредној улози                                  | Да       |
| 2007.                                             | Елизабета: Златно доба              | Најбоља главна женска улога у играном филму (драма)                | Не       |
| 2015.                                             | Несрећна Џасмин                     | Најбоља главна женска улога у играном филму (драма)                | Да       |
| 2013.                                             | Керол                               | Најбоља главна женска улога у играном филму (драма)                |          |
| Награда Удружења глумаца                          |                                     |                                                                    |          |
| 1998.                                             | Елизабета                           | Најбоља глумица у главној улози                                    | Не       |
| 2001.                                             | Бандити                             | Најбоља глумица у споредној улози                                  | Не       |
| 2001.                                             | Господар прстенова: Дружина прстена | Најбоља филмска постава                                            | Не       |
| 2002.                                             | Господар прстенова: Две куле        | Најбоља филмска постава                                            | Не       |
| 2003.                                             | Господар прстенова: Повратак краља  | Најбоља филмска постава                                            | Да       |
| 2004.                                             | Авијатичар                          | Најбоља филмска постава                                            | Не       |
| 2004.                                             | Авијатичар                          | Најбоља глумица у споредној улози                                  | Да       |
| 2006.                                             | Белешке о скандалу                  | Најбоља глумица у споредној улози                                  | Не       |
| 2006.                                             | Вавилон                             | Најбоља филмска постава                                            | Не       |
| 2007.                                             | Елизабета: Златно доба              | Најбоља глумица у главној улози                                    | Не       |
| 2007.                                             | Нема ме                             | Најбоља глумица у споредној улози                                  | Не       |
| 2013.                                             | Несрећна Џасмин                     | Најбоља глумица у главној улози                                    | Да       |
| 2015.                                             | Керол                               | Најбоља глумица у главној улози                                    |          |
| Награда Спирит                                    |                                     |                                                                    |          |
| 2004.                                             | Кафа и цигарете                     | Најбоља глумица у споредној улози                                  | Не       |
| 2007.                                             | Нема ме                             | Најбоља глумица у споредној улози                                  | Да       |
| 2007.                                             | Нема ме                             | Награда Роберт Алтман                                              | Да       |
| 2013.                                             | Несрећна Џасмин                     | Најбоља глумица у главној улози                                    | Да       |
| 2015.                                             | Керол                               | Најбоља глумица у главној улози                                    |          |
| Награда Удружења телевизијских филмских критичара |                                     |                                                                    |          |
| 1998.                                             | Елизабета                           | Најбоља глумица у главној улози                                    | Да       |
| 2003.                                             | Господар прстенова: Повратак краља  | Најбоља филмска постава                                            | Да       |
| 2004.                                             | Авијатичар                          | Најбоља глумица у споредној улози                                  | Не       |
| 2004.                                             | Водени живот са Стивом Зисуом       | Најбоља филмска постава                                            | Не       |
| 2006.                                             | Вавилон                             | Најбоља филмска постава                                            | Не       |
| 2006.                                             | Белешке о скандалу                  | Најбоља глумица у споредној улози                                  | Не       |
| 2007.                                             | Нема ме                             | Најбоља глумица у споредној улози                                  | Не       |
| 2007.                                             | Елизабета: Златно доба              | Најбоља глумица у главној улози                                    | Не       |
| 2008.                                             | Необични случај Бенџамина Батона    | Најбоља глумица у главној улози                                    | Не       |
| 2008.                                             | Необични случај Бенџамина Батона    | Најбоља филмска постава                                            | Не       |
| 2013.                                             | Несрећна Џасмин                     | Најбоља глумица у главној улози                                    | Да       |
| 2015.                                             | Керол                               | Најбоља глумица у главној улози                                    |          |